# Roklina (film)
Roklina (v anglickém originále The Gorge) je americký akční sci-fi film z roku 2025, který režíroval Scott Derrickson a jehož scénář napsal Zach Dean. V hlavních rolích se představili Miles Teller, Anya Taylor-Joy a Sigourney Weaver. Teller a Taylor-Joyová ztvárnili dva elitní odstřelovače, kteří dostanou rozkaz střežit hlubokou rokli, aniž by věděli, co se v ní skrývá. Film byl vydán na Apple TV+ 14. února 2025.

## Děj
Dva elitní odstřelovači, Levi Kane (bývalý mariňák) a Drasa (litevská agentka), dostanou totožnou misi: strážit opačné věže nad tajnou roklí po dobu jednoho roku bez kontaktu s okolím nebo mezi sebou. Věže chrání svět před mutanty z rokle, kteří vznikli ze ztracených vojáků z 40. let, kdy došlo úniku z biologické laboratoře.
Navzdory přísnému zákazu komunikace se mezi Levim a Drasou vytvoří pouto. Po společně strávené noci se Levi kvůli explozi ocitne v rokli. Drasa se za ním vydá a zjistí, že celý projekt spravuje soukromá vojenská firma Darklake, která chce stvořit supervojáky. Oba zjistí, že existuje „Straydog“: protokol zahrnující explozi jaderné zbraně, který má vymazat stopy po experimentu.
Po útěku z rokle sabotují věže a odhalí tajemství světu. Následuje jaderná detonace, která zničí oblast i útočníky. Drasa přežije karanténu, ale Levi se neukáže na smluveném místě. Místo něj přijde jen báseň. Později se však objeví v kavárně, kde Drasa pracuje, a pár se znovu shledá.